# Fiat (azienda 2011)
Fiat S.p.A. (Fiat Società per Azioni) era un gruppo industriale italiano, operativo dal 1º gennaio 2011 al 12 ottobre 2014.
Il gruppo nacque dallo scorporo da Fiat Group delle attività relative ai macchinari agricoli e industriali, confluite nella nuova Fiat Industrial e ha invece mantenuto le attività relative alle automobili, alla parte dedicata del settore Fiat Powertrain Technologies, alle attività nei sistemi e componenti per autovetture, oltre al settore editoria e comunicazione. Il core business del gruppo era focalizzato sul settore automotoristico (automobili e veicoli industriali leggeri), con interessi anche in componenti e sistemi di produzione, editoria e comunicazione.
Nel 2014, a seguito di una riorganizzazione societaria finalizzata all'integrazione tra i gruppi Fiat e Chrysler, la società Fiat S.p.A. viene incorporata in Fiat Investments N.V., con sede ad Amsterdam, poi confluita nella nuova società Fiat Chrysler Automobiles (FCA).

## Storia
Il 21 aprile 2010, in occasione dell'assemblea degli azionisti di Fiat Group, l'amministratore delegato Sergio Marchionne presentò il piano industriale del Gruppo relativo al quinquennio 2010-2014: il piano prevedeva lo scorporo da Fiat Group delle attività agricole, industriali e powertrain (relative alla sola divisione industrial & marine), per farle confluire nella nuova Fiat Industrial; contestualmente, per la gestione dei settori auto, componentistica, sistemi di produzione ed editoria, venne prevista la creazione della nuova Fiat S.p.A. Per entrambe le società nate dalla scissione era già prevista la quotazione alla Borsa di Milano.
Il progetto di scissione del Gruppo venne completato il 1º gennaio 2011: da questa data Fiat S.p.A. diventava operativa, con John Elkann che ne assumeva la carica di presidente e Marchionne quella di AD.
Il 10 gennaio 2011 Fiat S.p.A. proseguì la politica di acquisizione di Chrysler Group iniziata nel 2009 da Fiat Group, portando la sua quota al 25%. Il 12 aprile 2011 aumentò ancora la sua partecipazione al 30% e il 24 maggio 2011 la estese ancora al 46%. Il 21 luglio 2011 Fiat S.p.A. ottenne ufficialmente il controllo della maggioranza del pacchetto azionario di Chrysler Group, salendo al 53,5%; il 5 gennaio 2012 la quota venne ulteriormente incrementata al 58,5%.
In seguito, nel gennaio 2013, Fiat Powertrain Technologies venne scissa dalla sezione componenti e sistemi di produzione, e inclusa sotto la divisione automobili in Fiat Group Automobiles.
Il 1º gennaio 2014 venne annunciato l'inizio delle operazioni volte ad acquisire, attraverso la filiale Fiat North America, la totalità delle azioni di Chrysler Group detenute dal fondo Veba dei dipendenti statunitensi, manovra completata il 21 dello stesso mese. A seguito di ciò, il 29 gennaio partì quindi una riorganizzazione societaria atta all'integrazione tra i due gruppi Fiat e Chrysler, volta alla costituzione di un nuovo e unico soggetto globale denominato Fiat Chrysler Automobiles.

## Struttura
Dal sito web ufficiale del gruppo.
Il presidente di Fiat S.p.A. era John Elkann, mentre l'amministratore delegato era Sergio Marchionne. Il gruppo era formato dalla società holding Fiat S.p.A. (che è quotata presso la Borsa Italiana a partire dal 3 gennaio 2011), le cui attività sono organizzate in tre settori operativi.

### Automobili
Marchi generalisti e premium
- Fiat Group Automobiles (controllata al 100%)
  - FIAT (Torino) (controllata al 100%)
  - Alfa Romeo (Torino) (controllata al 100%)
  - Lancia (Torino) (controllata al 100%)
  - Fiat Professional (Torino) (controllata al 100%)
  - Abarth (Torino) (controllata al 100%)
  - Chrysler Group (controllata al 100%)
    - Chrysler (Auburn Hills)
    - Dodge (Auburn Hills)
    - Jeep (Toledo)
    - Mopar (Auburn Hills)
    - Ram Trucks (Auburn Hills)
    - SRT (Auburn Hills)

  - Fiat Powertrain Technologies (controllata al 100%)
    - VM Motori (controllata al 100%)

Marchi di lusso e sportivi
- Maserati (controllata al 100%)
- Ferrari (controllata al 90%)

### Componenti e sistemi di produzione
- Magneti Marelli (controllata al 100%)
- Teksid (controllata all'84,8%)
- Comau (controllata al 100%)

### Pubblicità, comunicazione e servizi
- Editrice La Stampa (controllata al 100%)
- Publikompass (controllata al 100%)

## Azionisti
Il maggior azionista era Exor. L'azionariato per partecipazioni rilevanti superiori al 2% era così suddiviso:
Capitale ordinario
- Exor S.p.A. - 30,06%
- Baillie Gifford & Co - 2,64%
- Vanguard International Growth Fund - 2,26%
- Norges Bank - 2,01%
- Altri investitori istituzionali UE - 17,10%
- Altri investitori istituzionali extra UE - 21,80%
- Altri azionisti - 21,37%
- Azioni proprie detenute da Fiat S.p.A. - 2,76%

Capitale votante
- Exor S.p.A. - 30,419%
- Fiat S.p.A. - 3,226%
- BlackRock Inc. - 2,83%
- Capital Research And Management Company - 2,04%